# داستين غارنو
داستين غارنو (بالإنجليزية: Dustin Garneau)‏ هو لاعب كرة قاعدة أمريكي، ولد في 13 أغسطس 1987 في توررانسي في الولايات المتحدة.

## وصلات خارجية
- داستين غارنو على موقع دوري كرة القاعدة الرئيسي (الإنجليزية)
- داستين غارنو على موقعبيزبول رفرنس.كوم (الدوري الرئيسي) (الإنجليزية)
- داستين غارنو على موقعبيزبول رفرنس.كوم (الدوري الثانوي) (الإنجليزية)
- داستين غارنو على موقع إي إس بي إن.كوم (أم.أل.بي) (الإنجليزية)
- داستين غارنو على موقع مشجعي الرسوم البيانية (الإنجليزية)